# Hotel du Lac
Hotel du Lac è un romanzo di Anita Brookner del 1984. Il romanzo è stato premiato con il Booker Prize
.

## Trama
La scrittrice Edith Hope soggiorna in un hotel sulle rive del Lago di Ginevra, dove i suoi amici le hanno consigliato di ritirarsi dopo uno sfortunato incidente. Qui incontra altri visitatori inglesi, tra cui la signora Pusey con la figlia Jennifer ed un attraente uomo di mezza età, il signor Neville.
Edith raggiunge l'Hotel du Lac in uno stato di confusione a causa della piega presa dalla vita. Dopo una relazione segreta con un uomo sposato ed un matrimonio fallito, viene abbandonata dai suoi amici, che le consigliano di andare in "libertà vigilata" per crescere ed espiare le sue colpe, ma arriva all'hotel giurando di non cambiare. Il fascino silenzioso del luogo e le osservazioni degli ospiti spingono Edith a porsi domande sulla sua identità, costringendola ad esaminare chi è e chi che è stata. Si invaghisce del sorriso ambiguo del signor Neville, che le chiede di sposarlo. Seppur inizialmente favorevole, alla fine respinge la possibilità di un rapporto con lui quando si rende conto che è un donnaiolo incorreggibile.

## Edizioni
- Anita Brookner, Hotel du Lac, Mondadori, 1986,  p. 185.

- Anita Brookner, Hotel du Lac, traduzione di Marco Papi, Vicenza, Neri Pozza, 2011,  p. 183, ISBN 9788854503861.